# Zohra Aghamirova
Zohra Aghamirova (in azero Zöhrə Ağamirova; Baku, 8 agosto 2001) è una ginnasta azera.

## Carriera

### Junior
Nel 2015 diventa la campionessa nazionale junior e vince un argento al cerchio al Torneo Internazionale di Plovdyv, in Bulgaria.
Nel 2016 ai Nazionali vince ancora due ori (all-around e fune), un argento (palla) e un bronzo (cerchio). Alla Miss Valentine di Tartu, in Estonia, vince l'argento alle clavette e tre bronzi (all-around, fune e palla). Gareggia agli Europei di Holon, dove arriva ottava nella gara a team (con Veronika Hudis e Ilaha Mammadova).

### Senior
Nel 2017 partecipa alla Happy Cup di Ghent, dove vince quattro ori (all-around, cerchio, clavette, nastro) e un argento alla palla. Alle World Cup di Baku e di Berlino arriva quattordicesima. Alla World Challenge Cup di Kazan' arriva ventiquattresima. Ai Campionati mondiali di ginnastica ritmica 2017 di Pesaro arriva ventisettesima in qualificazione.
Nel 2018 alla World Cup di Sofia è ventottesima, e a quella di Pesaro ventesima. Alla Coppa del Mondo di Baku si classifica come diciassettesima, e alla World Challenge Cup di Guadalajara è tredicesima. Agli Europei di Guadalajara arriva diciottesima nell'all-around. Alla World Challenge Cup di Kazan' è quindicesima. Ai Mondiali di Sofia è ventiquattresima nella finale all-around e nona nella gara a team (con Veronika Hudis e Dar'ja Sorokina).
Nel 2019 alla World Cup di Pesaro è diciottesima. Alla Coppa del Mondo di Baku è tredicesima nell'all-around e ottava nella finale al cerchio. Alla World Challenge Cup di Guadalajara è settima nell'all-around e nelle finali al cerchio e alle clavette, alla palla invece è quinta. Agli Europei di Baku è sesta al cerchio e ottava alle clavette. Agli European Games di Minsk è ottava nell'all-around. Alle Universiadi di Napoli è seconda nell'all-around (dietro a Ekaterina Selezneva) e alle clavette, alla palla è quinta e al cerchio e al nastro è settima.

## Palmarès

### Universiadi
| Anno | Città  | Risultato | Specialità |
| ---- | ------ | --------- | ---------- |
| 2019 | Napoli | Argento   | All-Around |
| 2019 | Napoli | Argento   | Clavette   |